# Брежнева, Вера
Ве́ра Бре́жнева (при рождении — Ве́ра Ви́кторовна Галушка, укр. Віра Вікторівна Галушка; род. 3 февраля 1982, Днепродзержинск, Днепропетровская область) — украинская поп-певица, актриса, телеведущая. Бывшая участница поп-группы «ВИА Гра» (2003—2007). За время карьеры достигла международного успеха в странах Восточной Европы и Прибалтике.
Посол доброй воли ООН по вопросам ВИЧ/СПИДа (программа ЮНЭЙДС).

## Биография
Родилась 3 февраля 1982 года в Днепродзержинске. Отец — Виктор Михайлович Галушка (3 ноября 1954 — 11 июля 2015), работал инженером на Приднепровском химическом заводе. Мать — Тамара Витальевна Галушка (в девичестве — Пермякова) (род. 8 июня 1952), окончила медицинское училище, работала на том же заводе. Певица приобрела родителям квартиру в городе Борисполе неподалёку от Киева.
У Веры есть три сестры: старшая Галина (род. 10 мая 1977) (уехала за границу) и младшие — двойняшки Анастасия и Виктория (род. 22 декабря 1984). Виктория была женой Александра Цекало с 2008 по 2018 год.
Вера Галушка училась в средней школе № 41 г. Днепродзержинска. Будучи подростком, увлекалась спортом (гандбол, баскетбол, карате, художественная гимнастика), занималась с репетиторами иностранными языками, мечтала о поступлении на юридический факультет. Окончила заочное отделение Днепропетровского института инженеров железнодорожного транспорта по специальности экономист.

### Личная жизнь
Дочь Соня (род. 30 марта 2001), её отцом является Виталий Войченко (род. 1973). Пара прожила несколько лет в незарегистрированном браке.
В ноябре 2006 года вышла замуж за украинского бизнесмена Михаила Юрьевича Кипермана (род. 1970) и сменила свою фамилию на Киперман. 14 декабря 2009 года у них родилась дочь Сара. В октябре 2012 года сообщила о разводе с мужем.
В феврале 2013 года стало известно о романе с режиссёром Марюсом Вайсбергом (род. 1971), однако сама Брежнева не подтвердила эту информацию.
В октябре 2015 года тайно вышла замуж за композитора и музыкального продюсера Константина Меладзе (род. 1963), свадьба состоялась в Италии в кругу близких.
С 2022 года жила в Италии.
6 октября 2023 года Брежнева сообщила о разводе с Константином Меладзе.

## Творчество

### «ВИА Гра»
Впервые выступила на одной сцене с группой «ВИА Гра» во время одного из концертов коллектива в городе Днепропетровске в июне 2002 года в качестве желающей из зала спеть вместе с группой песню «Попытка № 5».

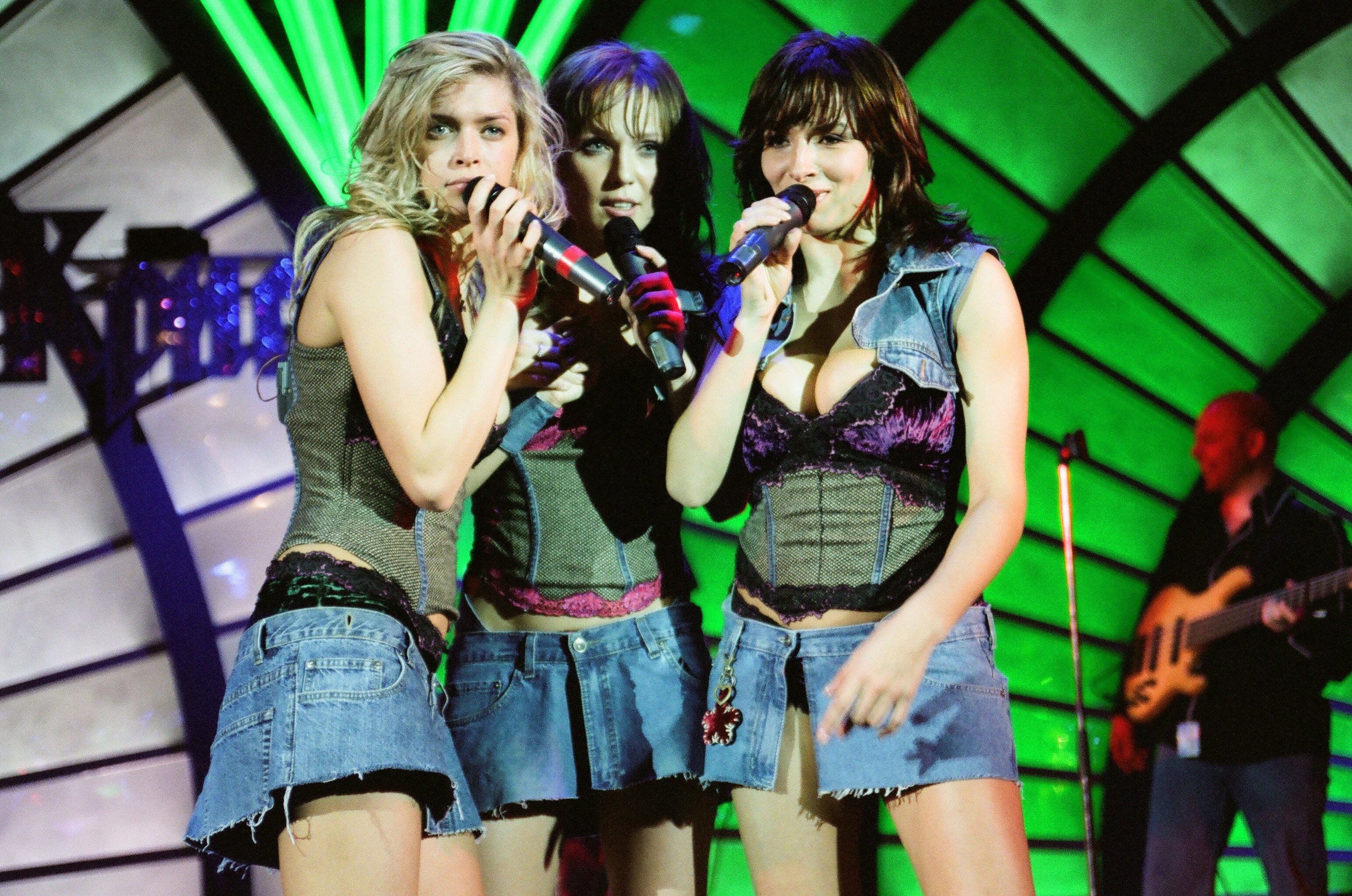
Вера Брежнева (слева) в составе группы «ВИА Гра», 2005 год

В ноябре 2002 года прошла кастинг в группу «ВИА Гра» на место уходящей Алёны Винницкой. В январе 2003 года «ВИА Гра» предстала в обновлённом составе: Надежда Грановская, Анна Седокова и Вера Брежнева.
Брежнева оставалась неизменной участницей коллектива на протяжении более 4 лет. Летом 2007 года официально было объявлено, что Брежнева покинула группу.

### Сольная карьера

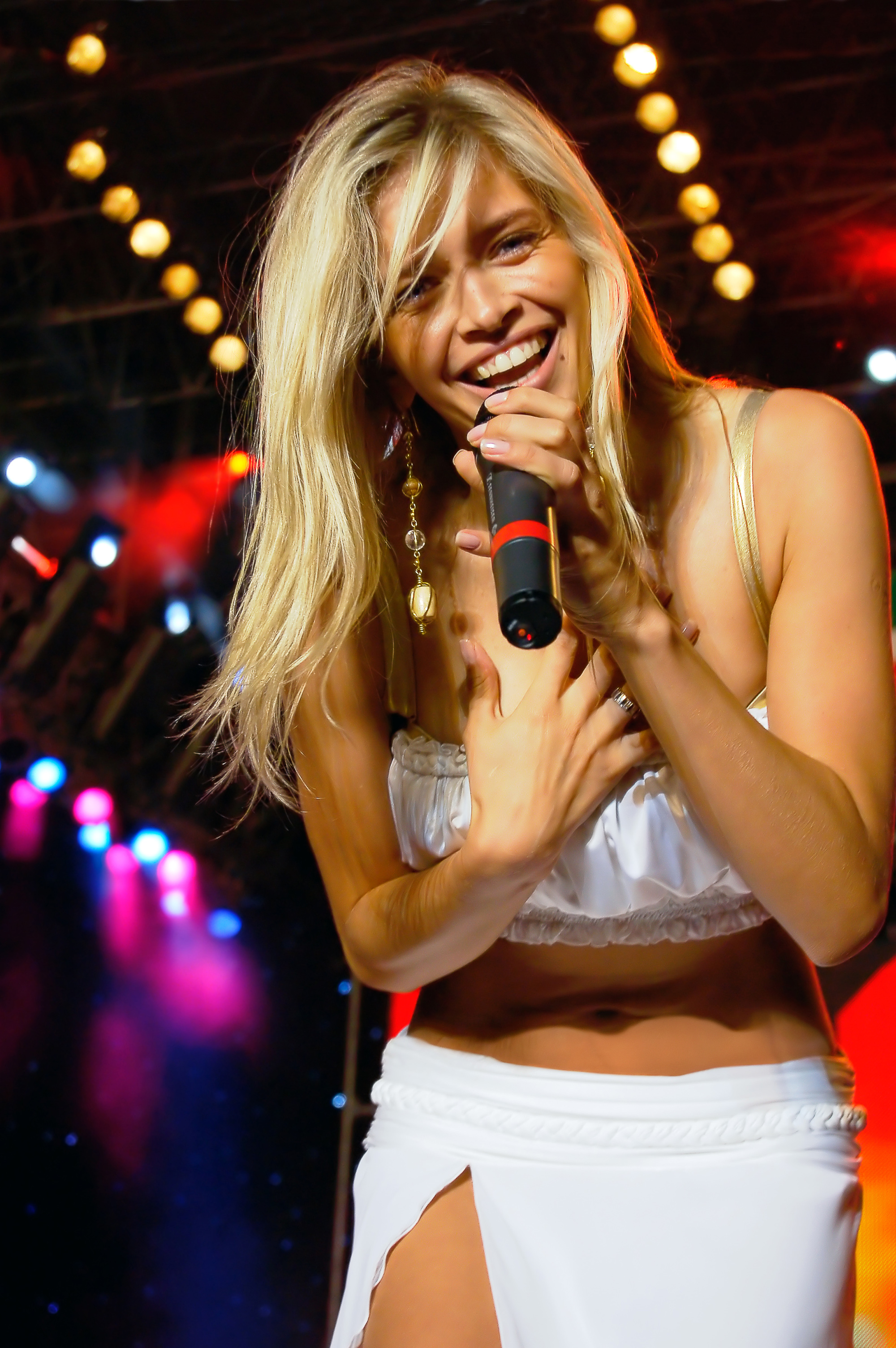
Вера Брежнева в 2006 году

В мае 2008 года вышел сольный клип на песню «Я не играю». 27 октября 2008 года вышел 2-й сингл «Нирвана».
В апреле 2010 года состоялась премьера песни «Любовь спасёт мир».
29 октября 2010 года на «Love радио» состоялась премьера совместной с Даном Баланом песни «Лепестками слёз».
24 ноября 2010 года состоялась презентация первого сольного альбома Веры Брежневой «Любовь спасёт мир». В него вошло 11 песен и два ремикса. Получила приз на церемонии вручения национальной музыкальной премии «Золотой граммофон» за песню «Любовь спасёт мир».

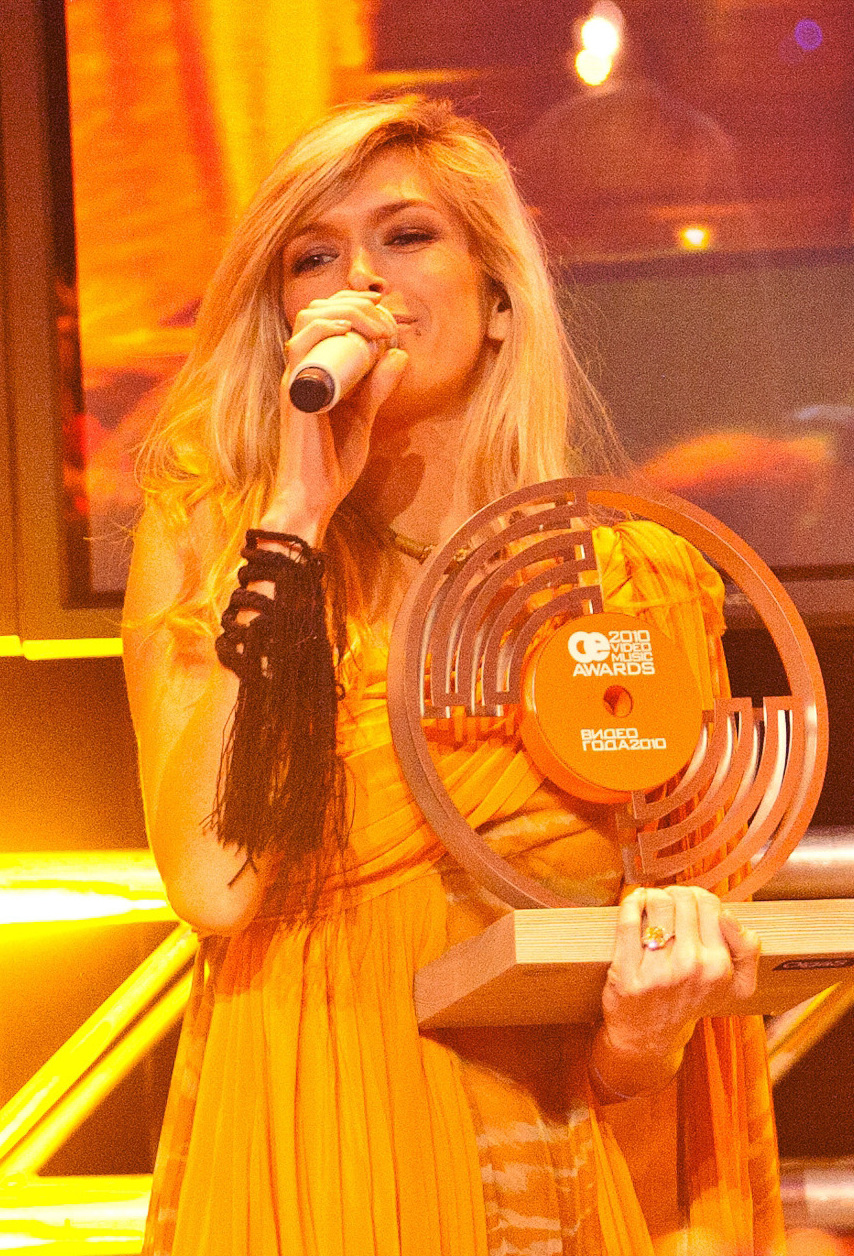
Вера Брежнева на премии OEVMA, 2010 год

8 марта 2011 года вышел диск «Вера Брежнева. Секреты красоты». 18 мая состоялась премьера песни «Реальная жизнь». На новую песню был снят видеоклип в Непале. Премьера одноимённого видеоклипа состоялась 7 июня.
30 ноября вышел официальный сингл «Sexy Bambina», позже вышел одноимённый видеоклип.
6 июня 2012 года состоялась премьера песни «Бессонница».
В сентябре 2012 года вышла песня «Любовь на расстоянии», совместная работа Веры Брежневой и DJ Smash.
16 апреля 2013 года состоялась премьера песни «Хороший день» (муз. и сл. Вера Брежнева). 11 мая 2013 года вышел клип на эту песню.
14 января 2014 года состоялся интернет-релиз сингла «Доброе утро», написанного Константином Меладзе. Спустя месяц, 17 февраля, вышло видео к синглу, снятое режиссёром Сергеем Солодким в Америке.
29 сентября 2014 года состоялась премьера и официальный релиз нового сингла «Девочка моя», а также премьера одноимённого клипа, режиссёром которого стал режиссёр видеоклипов Алан Бадоев.
В апреле 2015 года Константин Меладзе объявил о релизе второго студийного альбома Веры Брежневой «Ververa». Релиз состоялся 28 апреля. В него вошли 14 композиций. 21 апреля в поддержку был выпущен сингл «Мамочка», автором и продюсером которого выступил Константин Меладзе.
6 октября 2016 года Брежнева дала большой сольный концерт «Номер 1» в Киеве, в Национальном дворце искусств Украины, а 8 октября — в Москве, в Crocus City Hall.
В 2018 году выступила на Международном музыкальном фестивале «Лайма Рандеву Юрмала», проходившем в концертном зале «Дзинтари». В этот же год приняла участие в музыкальном фестивале «Жара» в Баку.
11 июня 2020 года состоялась премьера мини-альбома «V.».
18 июня 2021 года Брежнева выпустила сингл «Розовый дым».
29 сентября 2023 года исполнительница представила композицию «Дякую». 6 октября певица выпустила одноимённый украиноязычный мини-альбом под псевдонимом VERA, в который вошло шесть композиций.

### Кино, ТВ и другие проекты
В 2008 году начала вести программу «Магия десяти» на Первом канале. В 2008 году приняла участие в шоу «Ледниковый период-2».
Почти всю осень Вера Брежнева провела на съёмках романтической комедии «Любовь в большом городе». Премьера фильма состоялась 5 марта 2009 года. К фильму записала саундтрек «Любовь в большом городе» и сняла на него свой третий клип. После выхода фильма снялась в продолжении — «Любовь в большом городе 2». Накануне выхода фильма в прокат вышел клип группы «Дискотека Авария» «Лето всегда!», где она снялась вместе с Анастасией Задорожной и Светланой Ходченковой.
13 сентября 2009 года на Первом канале стартовало шоу импровизаций «Южное Бутово». Брежнева стала участницей шоу, но, снявшись в четырёх выпусках, ушла в декретный отпуск. После рождения дочери съёмки программы возобновились, также Брежнева приняла участие в украинском шоу «Суперзірка», став судьёй.
29 ноября 2012 года состоялась премьера фильма «Джунгли», в котором главные роли исполнили Вера Брежнева и Сергей Светлаков.
В июне Брежнева появилась вместе с Даном Баланом на Премии Муз-ТВ 2010.
Являлась лицом рекламной кампании системы денежных переводов «Золотая Корона» группы компаний ЦФТ (Россия).
В 2015 году Вера Брежнева стала лицом итальянского бренда CALZEDONIA в России.
В 2021 году принимала участие в музыкальном проекте «Маска» на телеканале «Украина».

## Общественная деятельность
Певица открыла свой благотворительный фонд «Луч Веры» для помощи детям с онкогематологическим заболеванием.
В 2014 году Брежнева стала послом ООН по вопросам прав и дискриминации ВИЧ-инфицированных женщин, живущих в странах Средней Азии и Восточной Европы (программа ЮНЭЙДС).
После вторжения России на Украину, 21 марта 2022 года переехала из России в Польшу, где работала волонтёром для помощи украинским беженцам.

## Другие номинации
В 2007 году была названа самой сексуальной женщиной России по результатам голосования читателей российского издания журнала Maxim.
По версии журнала Hello, Вера Брежнева стала самой стильной в России в 2010 году.
19 февраля 2011 года в Киеве состоялась шестая ежегодная церемония награждения победителей номинации «Самые красивые люди Украины-2010», инициатором и организатором которой выступает журнал Viva!, Вера Брежнева стала победительницей в номинации «Самая красивая женщина Украины».

## Взгляды
«Я украинской певицей не была, потому что не участвовала ни в одной „Песне года“. Так получилось, что сама Украина меня не воспринимала таковой» — Брежнева в интервью Манучи (2019 год).
В феврале 2022 года выступила против вторжения России на Украину, после чего попала в список артистов, которым запрещена концертная деятельность в России.
В феврале 2023 года стало известно, что канал ТВ-3 вырезал сцену с Верой Брежневой из сериала «Мажор». Как написала в телеграм-канале журналистка Ксения Собчак, речь идёт о 40-секундном эпизоде.
В июне 2023 года Вера Брежнева лишилась вида на жительство в России.

## Дискография

### Сольные альбомы
1. 2010 — Любовь спасёт мир[94]
2. 2015 — Ververa

### ЕР
1. 2020 — V.[95]
2. 2023 — Дякую

### В составе «ВИА Гра»
| 1. 2003 — Стоп! Снято! 2. 2003 — Биология 3. 2003 — Stop! Stop! Stop! 4. 2007 — L.M.L. (как Nu Virgos) Песни с голосом Брежневой есть также на альбомах «Поцелуи» (2007), «Лучшие песни» (2008) и «Эмансипация» (2008), вышедших уже после её ухода из группы. 1. 2005 — Бриллианты 2. 2006 — ВИА Гра. MP3 Collection |

### DVD
1. 2003 — Стоп! Снято!
2. 2004 — Nu Virgos: MV Collection (как Nu Virgos)
3. 2006 — Video Бриллианты

### Видео
1. Фильм-пособие «Вера Брежнева. Секреты красоты»

## Чарты
| Год                                                   | Название                                | Чарты                      | Чарты                              | Чарты                                       | Чарты                               | Чарты                             | Чарты                      | Чарты                | Чарты                      | Чарты                           | Чарты                       | Альбом                  |
| Год                                                   | Название                                | СНГ (Tophit Общий Топ-100) | Россия (Tophit Московский Топ-100) | Россия (Tophit Санкт-Петербургский Топ-100) | Украина (Tophit Украинский Топ-100) | Украина (Tophit Киевский Топ-100) | Audience Choice TopHit 100 | Латвийский радиочарт | СНГ (Tophit Годовой общий) | Российский чарт цифровых треков | Итоговый годовой (цифровой) | Альбом                  |
| ----------------------------------------------------- | --------------------------------------- | -------------------------- | ---------------------------------- | ------------------------------------------- | ----------------------------------- | --------------------------------- | -------------------------- | -------------------- | -------------------------- | ------------------------------- | --------------------------- | ----------------------- |
| 2008                                                  | «Я не играю»                            | 6                          | 12                                 | 15                                          | 387                                 | 20                                | 2                          | 8                    | 40                         | —                               | —                           | Любовь спасёт мир       |
| 2008                                                  | «Нирвана»                               | 80                         | —                                  | —                                           | —                                   | 36                                | 12                         | —                    | —                          | —                               | —                           | Любовь спасёт мир       |
| 2009                                                  | «Любовь в большом городе»               | 19                         | 22                                 | —                                           | 185                                 | 1                                 | 5                          | 28                   | 30                         | —                               | —                           | Любовь спасёт мир       |
| 2010                                                  | «Любовь спасёт мир»                     | 1                          | 1                                  | 2                                           | 6                                   | 1                                 | 1                          | 10                   | 1                          | 1                               | 2                           | Любовь спасёт мир       |
| 2010                                                  | «Пронто» (feat. Потап)                  | 31                         | 49                                 | 46                                          | 46                                  | 33                                | 9                          | 24                   | 99                         | —                               | —                           | Любовь спасёт мир       |
| 2010                                                  | «Лепестками слёз» (feat. Дан Балан)     | 1                          | 4                                  | 10                                          | 1                                   | 1                                 | 1                          | 2                    | 2                          | 1                               | 3                           | Любовь спасёт мир       |
| 2011                                                  | «Реальная жизнь»                        | 1                          | 5                                  | 6                                           | 1                                   | 1                                 | 1                          | 4                    | 6                          | 1                               | 9                           | Ververa                 |
| 2011                                                  | «Sexy Bambina»                          | 47                         | 78                                 | —                                           | 39                                  | 61                                | 75                         | 30                   | —                          | —                               | —                           | Любовь спасёт мир       |
| 2012                                                  | «Бессонница»                            | 20                         | 37                                 | 48                                          | 6                                   | 5                                 | 5                          | —                    | 52                         | —                               | —                           | Ververa                 |
| 2012                                                  | «Ищу тебя»                              | 100                        | —                                  | —                                           | 7                                   | 7                                 | 40                         | —                    | —                          | —                               | —                           | OST «8 первых свиданий» |
| 2012                                                  | «Любовь на расстоянии» (feat. DJ Smash) | 14                         | 26                                 | 21                                          | 48                                  | 63                                | 5                          | —                    | —                          | —                               | —                           | Ververa                 |
| 2013                                                  | «Хороший день»                          | 11                         | 39                                 | 47                                          | 2                                   | 4                                 | 3                          | —                    | 35                         | —                               | —                           | Ververa                 |
| 2013                                                  | «Скажи» (feat. Друга Ріка)              | 210                        | —                                  | —                                           | —                                   | —                                 | 93                         | —                    | —                          | —                               | —                           | Ververa                 |
| 2014                                                  | «Доброе утро»                           | 7                          | 19                                 | 33                                          | 1                                   | 1                                 | 3                          | —                    | 11                         | —                               | —                           | Ververa                 |
| 2014                                                  | «Luna» (feat. Артур Пирожков)           | 156                        | —                                  | —                                           | 142                                 | 139                               | 69                         | —                    | —                          | —                               | —                           | Ververa                 |
| 2014                                                  | «Девочка моя»                           | 22                         | 55                                 | 51                                          | 2                                   | 8                                 | 1                          | —                    | 139                        | —                               | —                           | Ververa                 |
| 2015                                                  | «Мамочка»                               | 5                          | 22                                 | 25                                          | 15                                  | 24                                | 4                          | —                    | 40                         | —                               | —                           | Ververa                 |
| 2015                                                  | «Этажи» (feat. T-killah)                | 131                        | —                                  | —                                           | —                                   | 159                               | 54                         | —                    | —                          | —                               | —                           | TBA                     |
| 2016                                                  | «Номер 1»                               | 60                         | 91                                 | —                                           | 16                                  | 20                                | 11                         | —                    | —                          | —                               | —                           | TBA                     |
| 2016                                                  | «Feel»                                  | 273                        | —                                  | —                                           | 854                                 | —                                 | 48                         | —                    | —                          | —                               | —                           | VerVera                 |
| 2017                                                  | «Близкие люди»                          | 59                         | —                                  | —                                           | 37                                  | 67                                | —                          | —                    | —                          | —                               | —                           | ТВА                     |
| 2017                                                  | «Наше лето» (feat. Дан Балан)           | 66                         | —                                  | —                                           | —                                   | —                                 | —                          | —                    | —                          | —                               | —                           | ТВА                     |
| 2018                                                  | «Ты мой человек»                        | 23                         | 39                                 | —                                           | 33                                  | 70                                | —                          | —                    | —                          | —                               | —                           | ТВА                     |
| 2018                                                  | «Любите друг друга»                     | 26                         | 38                                 | —                                           | —                                   | —                                 | —                          | —                    | —                          | —                               | —                           | OST «Ёлки последние»    |
| 2019                                                  | «Зла не держи» (feat. Елена Север)      | 45                         | 81                                 | —                                           | —                                   | —                                 | —                          | —                    | —                          | —                               | —                           | ТВА                     |
| 2019                                                  | «Я не святая»                           | 23                         | 96                                 | —                                           | —                                   | —                                 | —                          | —                    | —                          | —                               | —                           | ТВА                     |
| 2019                                                  | «Пой и танцуй»                          | 133                        | —                                  | —                                           | —                                   | —                                 | —                          | —                    | —                          | —                               | —                           | ТВА                     |
| 2019                                                  | «Время летать»                          | 165                        | —                                  | —                                           | —                                   | —                                 | —                          | —                    | —                          | —                               | —                           | ТВА                     |
| 2020                                                  | «Хорошие новости»                       | 168                        | —                                  | —                                           | —                                   | —                                 | —                          | —                    | —                          | —                               | —                           | V.                      |
| 2020                                                  | «ВечериНочка» (feat. Monatik)           | 56                         | 48                                 | —                                           | 11                                  | 11                                | —                          | —                    | —                          | —                               | —                           | V.                      |
| 2020                                                  | «Sestra»                                | 52                         | 59                                 | —                                           | —                                   | —                                 | —                          | —                    | —                          | —                               | —                           | ТВА                     |
| Символ «—» означает, что песня отсутствовала в чарте. |                                         |                            |                                    |                                             |                                     |                                   |                            |                      |                            |                                 |                             |                         |

## Видео

### В составе «ВИА Гра»
| Год  | Клип                                                      | Режиссёр          |
| ---- | --------------------------------------------------------- | ----------------- |
| 2003 | «Не оставляй меня, любимый!» / «Don’t Ever Leave Me Love» | Семён Горов       |
| 2003 | «Убей мою подругу» / «Kill My Girlfriend» / «愛の罠»      | Семён Горов       |
| 2003 | «Вот таки дела» / «Till the Morning Light»                | Владимир Пасичник |
| 2003 | «Океан и три реки» (feat. Валерий Меладзе)                | Семён Горов       |
| 2003 | «Stop! Stop! Stop!»                                       | Семён Горов       |
| 2004 | «Притяженья больше нет» (feat. Валерий Меладзе)           | Семён Горов       |
| 2004 | «Биология»                                                | Семён Горов       |
| 2004 | «Мир, о котором я не знала до тебя» / «Take You Back»     | Семён Горов       |
| 2005 | «Нет ничего хуже» / «I Don’t Want a Man» (feat. ТНМК)     | Семён Горов       |
| 2005 | «Бриллианты»                                              | Семён Горов       |
| 2006 | «Обмани, но останься»                                     | Семён Горов       |
| 2006 | «Л. М. Л.» / «L.M.L.»                                     | Алан Бадоев       |
| 2006 | «Цветок и нож»                                            | Алан Бадоев       |

### Сольно
| Год                           | Клип/Mood Video                                                                  | Режиссёр                          |
| ----------------------------- | -------------------------------------------------------------------------------- | --------------------------------- |
| 2008                          | «Я не играю»                                                                     | Алан Бадоев                       |
| 2008                          | «Нирвана»                                                                        | Алан Бадоев                       |
| 2009                          | «Любовь в большом городе»                                                        | Евгений Митрофанов                |
| 2010                          | «Лето всегда!» (feat. «Дискотека Авария», Настя Задорожная, Светлана Ходченкова) | Сарик Андреасян                   |
| 2010                          | «Каждый день»                                                                    |                                   |
| 2010                          | «Любовь спасёт мир»                                                              | Алан Бадоев                       |
| 2010                          | «Пронто» (feat. Потап)                                                           | Сергей Солодкий                   |
| 2010                          | «Лепестками слёз» (feat. Dan Balan)                                              | Сергей Солодкий                   |
| 2011                          | «Реальная жизнь»                                                                 | Алан Бадоев                       |
| 2011                          | «Sexy Bambina»                                                                   | Сергей Солодкий                   |
| 2012                          | «Ищу тебя»                                                                       | Катя Царик                        |
| 2012                          | «Бессонница»                                                                     | Алан Бадоев                       |
| 2012                          | «Любовь на расстоянии» (feat. DJ Smash)                                          | Евгений Мисюра                    |
| 2013                          | «Хороший день»                                                                   | Сергей Солодкий                   |
| 2013                          | «Скажи» (feat. Друга Ріка)                                                       | Виктор Скуратовский               |
| 2014                          | «Доброе утро»                                                                    | Сергей Солодкий                   |
| 2014                          | «Luna» (feat. Артур Пирожков)                                                    | Александр Ревва, Бернард Сальзман |
| 2014                          | «Девочка моя»                                                                    | Алан Бадоев                       |
| 2015                          | «Мамочка»                                                                        | Сергей Солодкий                   |
| 2015                          | «Этажи» (feat. T-killah)                                                         | Валентин Гросу                    |
| 2016                          | «Номер 1»                                                                        | Сергей Ткаченко                   |
| 2016                          | «Feel»                                                                           | Екатерина Белинская               |
| 2017                          | «Близкие люди»                                                                   | Алан Бадоев                       |
| 2017                          | «Наше лето» (feat. Dan Balan)                                                    | Сергей Солодкий                   |
| 2018                          | «Ты мой человек»                                                                 | Сергей Солодкий                   |
| 2019                          | «Любите друг друга»                                                              | Алан Бадоев                       |
| 2019                          | «Зла не держи» (feat. Елена Север)                                               | Хиндрек Маасик                    |
| 2019                          | «Я не святая»                                                                    | Денис Маноха, Максим Шелковников  |
| 2020                          | «ВЕЧЕРиНОЧКА» (feat. MONATIK)                                                    | Таня Муиньо                       |
| 2020                          | «Sestra»                                                                         | Таня Муиньо                       |
| 2021                          | «Ты не один»                                                                     | Маша Жемчужина                    |
| 2021                          | «Розовый дым»                                                                    | Алан Бадоев                       |
| 2021                          | «Не надо» (Mood Video)                                                           | Mari Siviakova                    |
| 2021                          | «Тихо»                                                                           | Сергей Солодкий                   |
| 2022                          | «Вишиванка» (feat. TAYANNA) (Mood Video)                                         | Алексей Пархоменко                |
| 2023                          | «Такi ми люди» (Mood Video)                                                      | Наталья Иванова                   |
| 2023                          | «Дякую» (Mood Video)                                                             | Саша Багазий                      |
| 2023                          | «Ніч мине» (Mood Video)                                                          | Саша Багазий                      |
| 2023                          | «Голос» (feat. Филипп Коляденко) (Mood Video)                                    | Саша Багазий                      |
| 2023                          | «Що, якщо?» (Mood Video)                                                         | Саша Багазий                      |
| 2023                          | «Закохайся у небо» (Mood Video)                                                  | Саша Багазий                      |
| 2024                          | «Зупини»                                                                         | Дмитрий Архипович                 |
| 2024                          | «Все мине»                                                                       | Тоня Ноябрёва                     |
| Участие у других исполнителей |                                                                                  |                                   |
| 2012                          | «Будем танцевать» (клип группы «Достучаться До Небес»)                           | неизвестно                        |
| 2014                          | «Понты» (клип Тимати)                                                            | Павел Худяков                     |
| 2020                          | «Хорошие новости» (клип Monatikа)                                                | Таня Муиньо                       |
| 2020                          | «Ритм» (клип Monatikа)                                                           | Таня Муиньо                       |

## Фильмография
| Год                        | Название                         | Роль                       |
| В составе группы «ВИА Гра» | В составе группы «ВИА Гра»       | В составе группы «ВИА Гра» |
| -------------------------- | -------------------------------- | -------------------------- |
| 2004                       | «Сорочинская ярмарка»            | Мотря                      |
| 2005                       | «Ночь в стиле Disco»             | индийская жена             |
| 2006                       | «Первый дома»                    | Пиратка                    |
| Сольно                     |                                  |                            |
| 2007                       | «Новогодняя ночь 2008 на Первом» | Помощница                  |
| 2008                       | «Новогодняя ночь 2009 на Первом» | Блондинка                  |
| 2009                       | «Любовь в большом городе»        | Катя                       |
| 2010                       | «Любовь в большом городе 2»      | Катя                       |
| 2010                       | «Ёлки»                           | камео                      |
| 2011                       | «Ёлки 2»                         | камео                      |
| 2012                       | «Джунгли»                        | Марина                     |
| 2014                       | «Любовь в большом городе 3»      | Катя                       |
| 2015                       | «Рокленд»                        | камео                      |
| 2015                       | «8 лучших свиданий»              | Маша                       |
| 2016                       | «Мажор 2»                        | камео                      |
| 2018                       | «Ёлки Последние»                 | камео                      |
| 2021                       | Бендер: Золото империи           | Ольга Тарасевич            |
| 2021                       | Бендер: Последняя афера          | Ольга Тарасевич            |

## Телевидение и радио
- 2008 — ведущая программы «Магия десяти» на «Первом канале»[104][105].
- 2008 — принимала участие в шоу «Ледниковый период-3».
- 2008 — дважды стала победителем телеигры «Самый умный», телеканал «СТС».
- С сентября 2009 года по сентябрь 2010 года — постоянная участница шоу импровизаций «Южное Бутово» на «Первом канале».
- Февраль — май 2010 — член жюри украинского шоу «Суперзірка».
- 20 — 22 августа 2010 — член жюри «Детской Новой волны 2010».
- Сентябрь 2010 по август 2011 — ведущая «Дембельского альбома» на «Русском радио».
- «Мой сможет» (ведущая вместе с Андреем Доманским на «1+1»)[106].
- С октября 2011 по январь 2012 года — ведущая реалити-шоу о жизни в армии «Специальное задание» («Первый канал») в паре с Олегом Тактаровым[107].
- 2012 — приглашённая звезда в СТЭМ команды «Парапапарам» в Высшей Лиге КВН.
- 2013 — ведущая конкурса «Хочу V ВИА Гру» («НТВ»).
- 2014 — ведущая ежегодной телепередачи «20 лучших песен».
- 2014 — ведущая проекта «Хочу к Меладзе» («НТВ»).
- 2016 — ведущая «Премии RU.TV 2016».
- 2016 — звёздный гость в «Лиге смеха» команды «Де Ришелье».
- 2016 — ведущая премии журнала «ОК!» в честь десятилетия[108].
- 2017 — ведущая вокального шоу «Успех» («СТС»)[109][110][111][112][113].
- 2018 — победительница 8-го выпуска программы «Слава Богу, ты пришёл!» на телеканале «СТС».
- Февраль 2020 — член жюри танцевального шоу «Dance революция» (формат «Dance Revolution») на «Первом канале»[114].

## Награды
Государственные награды
- 30 сентября 2009 — Орден княгини Ольги III степени «за значительный личный вклад в решении вопросов социальной защиты детей, создании благоприятных условий для всестороннего развития детей-сирот и детей, лишённых родительской опеки, формировании у детей высоких духовных и моральных качеств, многолетний добросовестный труд»[116]

Другие награды и музыкальные премии
- «Самая сексуальная женщина России 2007» по результатам голосования читателей российского издания журнала «Maxim».
- 30 октября 2007 — 4-я церемония TOP 10 SEXY — «Самая сексуальная женщина шоу-бизнеса».
- Двукратная победительница телеигры «Самый умный», телеканал «СТС».
- 16 октября 2008 — «Телеведущая года 2008» по версии журнала Glamour.
- Январь 2009 — лауреат телефестиваля «Песня года» с композицией «Я не играю».
- 18 марта 2009 — Премия года World Fashion Awards 2009 — «WFashion — певица года».
- 20 апреля 2010 — «Самые стильные в России — 2010» по версии журнала Hello в двух номинациях «Casual» и «Самая стильная в России по версии Hello!».
- 22 апреля 2010 — «Самая стильная актриса» (7-я церемония вручения премии ELLE STYLE AWARDS на Украине)
- 18 ноября 2010 — «Женщина года 2010» по версии журнала Glamour.
- 3 декабря 2010 — OE Video Music Awards 2010 в номинациях «Самый стильный исполнитель года 2010» и «Видео года 2010».
- 4 декабря 2010 — «Золотой граммофон» за песню «Любовь спасёт мир».
- Январь 2011 — лауреат телефестиваля «Песня года» с композицией «Любовь спасёт мир».
- 19 февраля 2011 — «Самая красивая женщина Украины 2010» по версии журнала VIVA!
- 3 июня 2011 — «Лучшая исполнительница» по версии IX Ежегодной национальной телевизионной премии в области популярной музыки «Премия МУЗ-ТВ 2011».
- 1 октября 2011 — Русская музыкальная премия телеканала «RU.TV» в номинации «Лучшая певица».
- 26 ноября 2011 — «Золотой граммофон» за песню «Лепестками слёз» (совместно с Даном Баланом)
- 1 января 2012 — российская музыкальная премия «20 лучших песен» за песню «Лепестками слёз», в дуэте с Даном Баланом.
- Ноябрь 2012 — «Самая сексуальная женщина России 2012» по версии журнала «MAXIM»[117]. (Двукратная победительница)
- 1 декабря 2012 — обладательница XVII музыкальной премии «Золотой Граммофон» за песню «Реальная жизнь».
- Январь 2013 — лауреат телефестиваля «Песня года» с композицией «Бессонница».
- 21 марта 2013 — Премия «Золотой Джокер MAXIM Jameson 2013» в номинации «Самая сексуальная женщина страны»[118].
- 30 ноября 2013 — «Золотой граммофон» за песню «Хороший день»[119].
- Январь 2014 — лауреат телефестиваля «Песня года» с композицией «Хороший день».
- 2 января 2014 — российская музыкальная премия «20 лучших песен» за песню «Хороший день».
- 11 ноября 2014 — «Дива года 2014» по версии журнала Glamour[120].
- 29 ноября 2014 — «Золотой граммофон» за песню «Доброе утро»[121].
- 23 мая 2015 — премия «RU TV» „Семейный подряд“ за песню «Девочка моя»[122].
- Ноябрь 2015 — «Самая сексуальная женщина России 2015» по версии журнала «MAXIM» (Трёхкратная победительница)[123].
- 22 декабря 2015 — юбилейный «Золотой граммофон» за песню «Доброе утро».
- Январь 2016 — лауреат телефестиваля «Песня года» с песней «Мамочка».
- 4 августа 2016 — Премия «Unique Pleasure Awards 2016» в номинации «Дуэт года» за совместную с T-killah композицию «Этажи».
- Ноябрь 2016 — «Самая сексуальная женщина России 2016» по версии журнала «MAXIM» (Четырёхкратная победительница).
- 28 ноября 2016 — Международная музыкальная премия «Big Apple Music Awards 2016» в номинации «Best Eastern European Artist», а также специальная награда за благотворительную деятельность «Person» (Нью-Йорк, США)[124][125].
- 3 декабря 2016 — лауреат телефестиваля «Песня года» с песней «Номер 1».
- Февраль 2017 — победительница в номинации «Лучший звёздный блогер» по мнению читателей «Леди Mail.Ru»[126].
- 18 мая 2017 — победительница в номинации «Любимая актриса» за роль в фильме «8 лучших свиданий» на национальной телевизионной премии «Дай пять!» («СТС»)[127].